# Paderborn

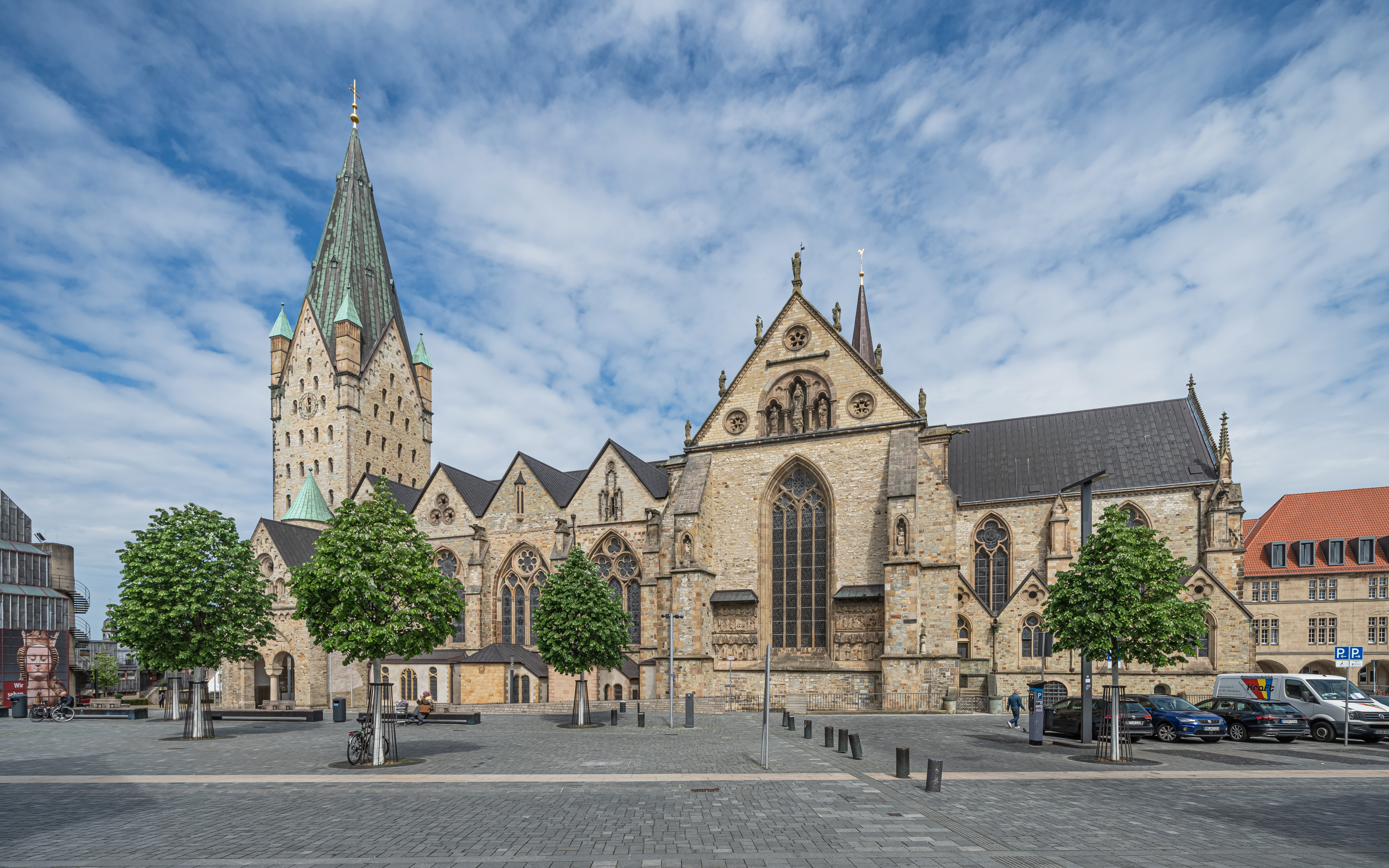
Katedra w Paderborn

Paderborn – uniwersyteckie miasto powiatowe w Niemczech, położone we wschodniej części kraju związkowego Nadrenia Północna-Westfalia, w rejencji Detmold, siedziba powiatu Paderborn oraz rzymskokatolickiej archidiecezji. Leży przy źródłach rzeki Pader. 

## Historia
Pierwsze wzmianki o mieście, jako siedzibie parlamentu Karola Wielkiego, pochodzą z 777 roku. W czasach Karola Wielkiego miasto było siedzibą arcybiskupstwa. Od 1295 jest członkiem Hanzy. W latach 1614–1818 funkcjonował w mieście Uniwersytet Paderborn, który reaktywowano w 1972 roku.

## Polityka komunalna
- Burmistrz: Michael Dreier (CDU), od 25 maja 2014
- Rada miejska (po wyborach w 2009):
  - CDU: 29 radnych
  - SPD: 13 radnych
  - Zieloni: 10 radnych
  - FDP: 8 radnych
  - Inne partie i inicjatywy łącznie: 8 radnych

## Zabytki
- katedra późnogotycka z piaskowca w centrum miasta, z romańską wieżą z XI wieku[2]
- romańska Kaplica św. Bartłomieja Apostoła z początku XI wieku[3].
- resztki pałacu cesarskiego z XI-XII wieku zbudowanego na murach pochodzących z czasów Karola Wielkiego
- ratusz renesansowy zbudowany w latach 1613–1620
- Dom Adama i Ewy (niem. Adam-und-Eva-Haus) o drewnianej konstrukcji szkieletowej; znajduje się w nim Miejskie Muzeum Historyczne (niem. Museum für Stadtgeschichte)
- fragmenty murów obronnych
- liczne kościoły i pałace

## Gospodarka
W mieście rozwinął się przemysł elektroniczny, spożywczy, chemiczny, materiałów budowlanych, drzewny, papierniczy, poligraficzny, metalowy oraz maszynowy.

## Transport
W mieście znajduje się stacja kolejowa Paderborn Hauptbahnhof.

## Sport
- SC Paderborn 07 - klub piłkarski

## Współpraca
Miejscowości partnerskie:
- Belleville, Stany Zjednoczone
- Bolton, Wielka Brytania
- Debreczyn, Węgry
- Le Mans, Francja
- Ludwigsfelde, Niemcy-Brandenburgia
- Pampeluna, Hiszpania
- Przemyśl, Polska
- Qingdao, Chiny